# Старомерчицький парк
Староме́рчицький парк — парк-пам'ятка садово-паркового мистецтва загальнодержавного значення в Україні. Розташований у межах Валківського району Харківської області, в смт Старий Мерчик. 
Площа 69 га. Статус надано 1990 року. Перебуває у віданні Управління містобудування та архітектури Харківської облдержадміністрації та Старомерчицької селищної ради. 
Статус надано для збереження ландшафтного парку, заснованого в першій чверті XVIII ст. на місці вікової природної діброви. У парку ростуть дерево-чагарникові породи місцевого походження (дуб, клен, липа, сосна). Є кілька ставків. Збереглися архітектурні пам'ятки XVIII ст. (див. Палацово-парковий комплекс «Старомерчанський»).

## Галерея

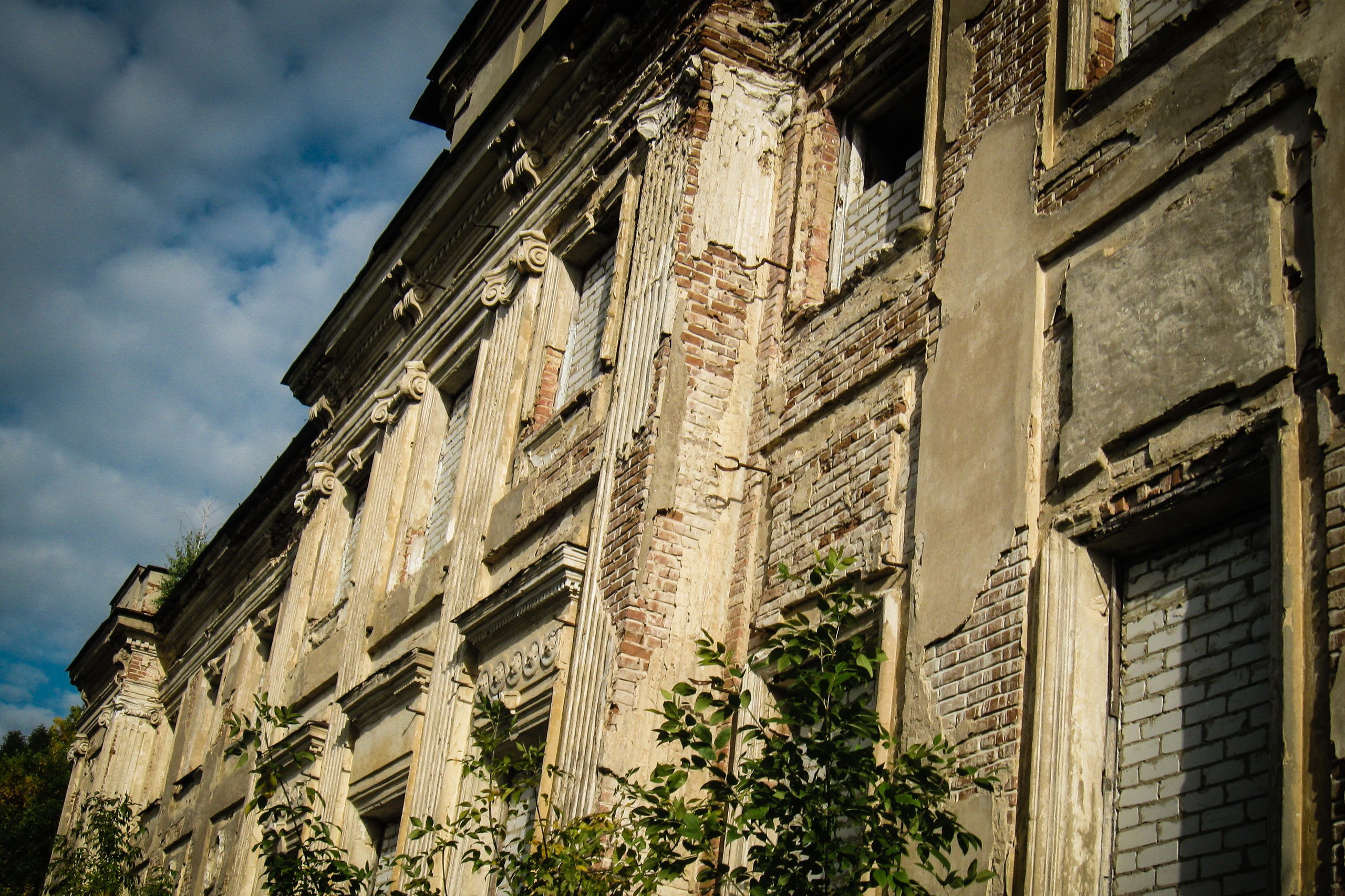
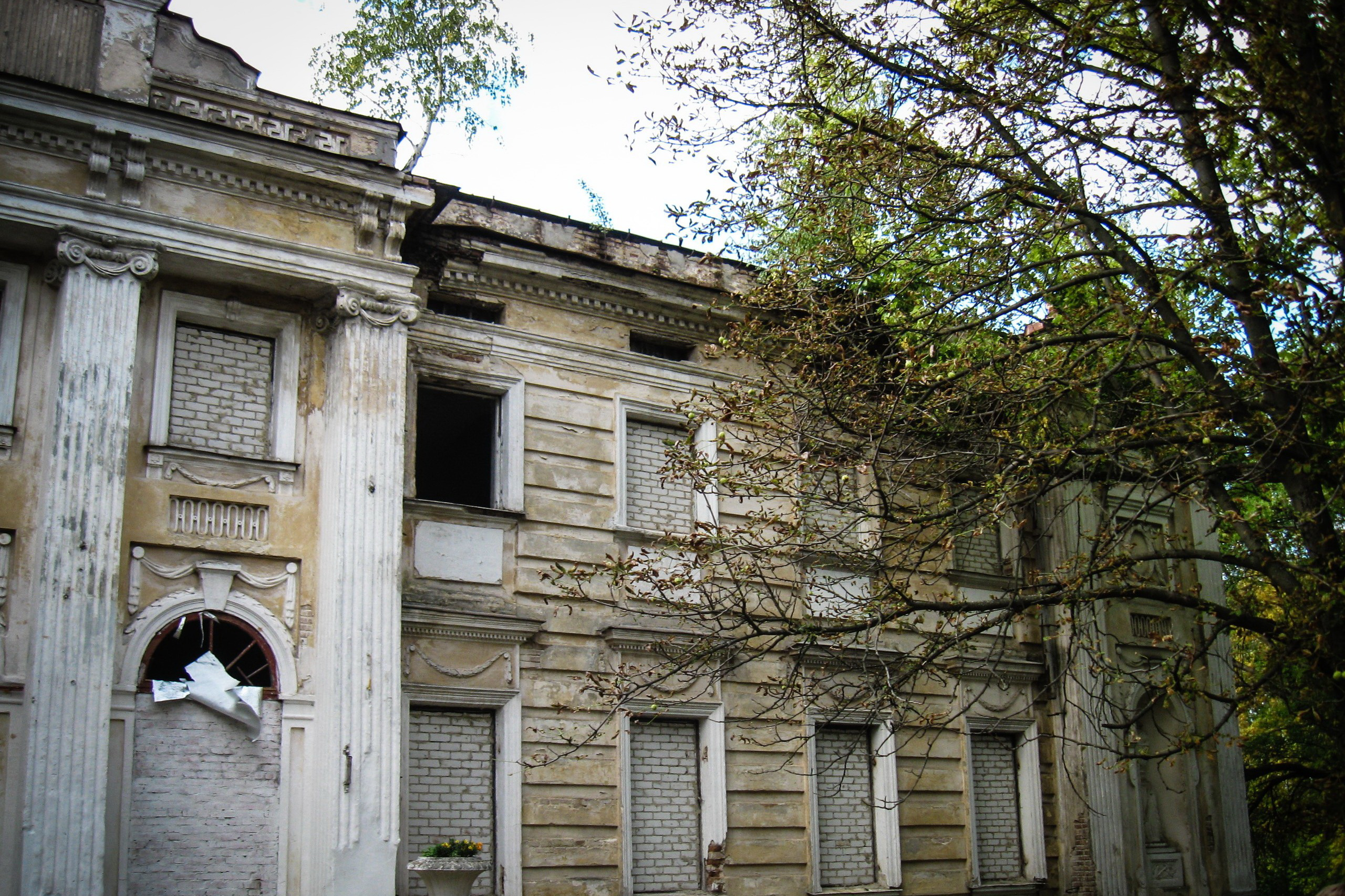
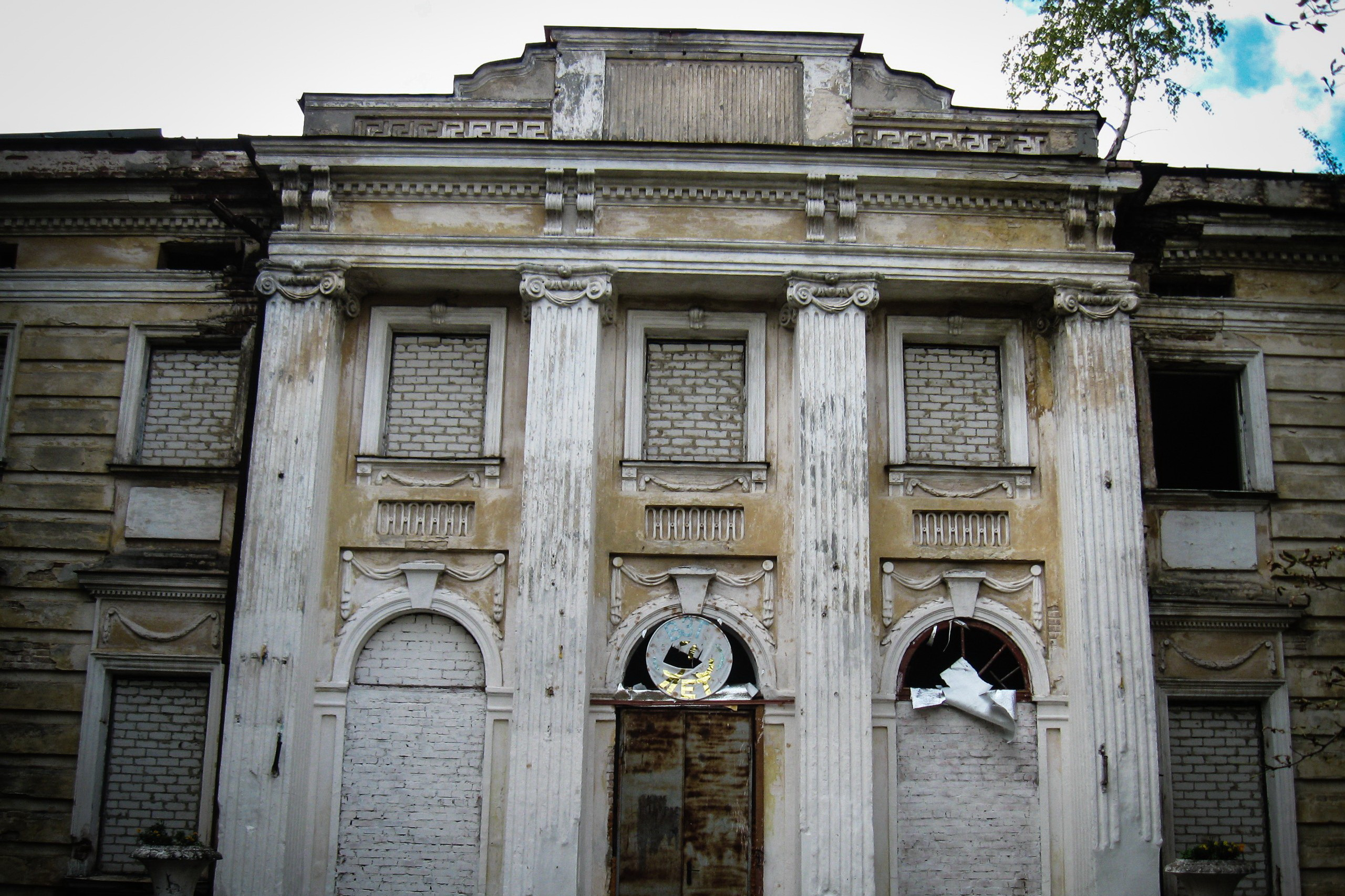
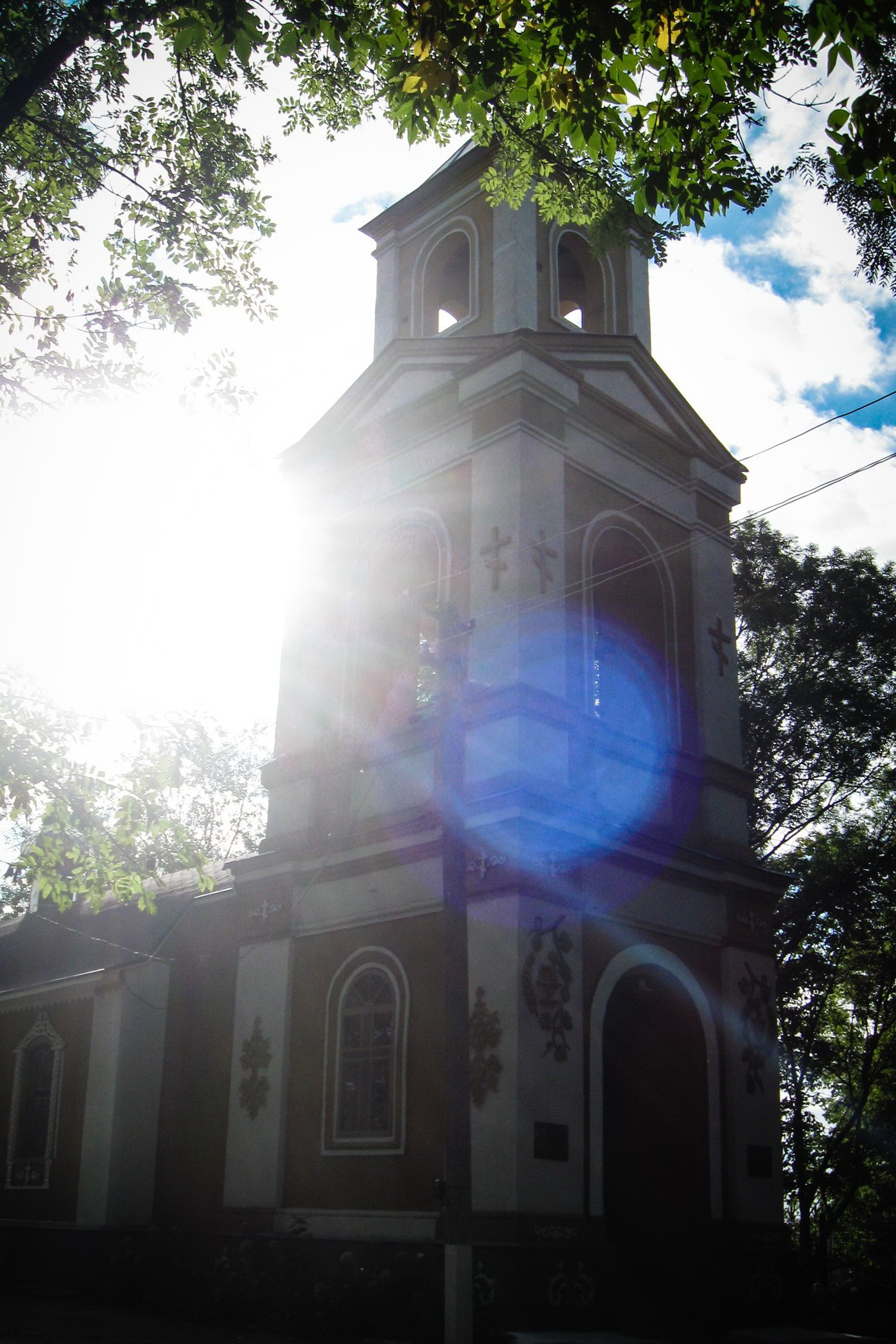